# Arbetsplatsutbildning
Arbetsplatsförlagt lärande (APL) avser praktik i den nya gymnasieförordningen och berör elever som påbörjat sin gymnasieutbildning efter 1 juli 2011. APL är obligatoriskt på alla yrkesprogram och kan även förekomma på högskoleförberedande program om skolan beslutat det. APL omfattar minst 15 veckor, alternativt halva studietiden när det rör sig om en lärlingsutbildning. Arbetstidslagen och de arbetstidsregler som finns i föreskrifterna om minderåriga gäller inte i detta fall, utan eleven ska anpassa sig efter arbetsplatsens tider såvida inte skolans rektor beslutat något annat.
Arbetsplatsförlagd utbildning (APU) är en svensk term för de delar av de yrkesförberedande gymnasieprogrammen som är förlagda till en arbetsplats. Det är således en praktik där gymnasieeleven får tillfälle att arbeta praktiskt inom sin framtida bransch. En handledare skall finnas på praktikplatsen. APU förekommer på samtliga nationella program, men i regel inte på estetiska programmet (ES), naturvetenskapsprogrammet (NA), samhällsvetenskapsprogrammet (SA) och teknikprogrammet (TE). APU omfattar minst 15 veckor, där varje vecka ska omfatta minst 24 timmars garanterad undervisningstid. APU berör elever som påbörjat gymnasieutbildningen före 1 juli 2011.
Eleven har inflytande i valet av arbetsplats för API/APU, även om det är skolan som fattar det avgörande beslutet.